# Astyris
Astyris is een geslacht van weekdieren uit de klasse van de Gastropoda (slakken).

## Soorten
- Astyris amiantis Dall, 1919
- Astyris amphissella (Dall, 1881)
- Astyris angeli Espinosa, Fernández-Garcés & Ortea, 2004
- Astyris appressa Dall, 1927
- Astyris bonariensis Castellanos & Deambrosi, 1967
- Astyris costata Gulbin, 1983
- Astyris crumena Dall, 1924
- Astyris delannoyei Pelorce, 2013
- Astyris diaphana A. E. Verrill, 1882
- Astyris elegans Gulbin, 1983
- Astyris embusa Dall, 1927
- Astyris enida Dall, 1927
- Astyris euribia Dall, 1927
- Astyris frumarkernorum Garcia, 2009
- Astyris georgiana Dall, 1927
- Astyris hartmanni Espinosa & Ortea, 2014
- Astyris hervillardi Pelorce, 2012
- Astyris hypodra (Dall, 1916)
- Astyris joseantonioi Espinosa & Ortea, 2014
- Astyris kobai Golikov & Kussakin, 1962
- Astyris labecula Gould, 1862
- Astyris lunata (Say, 1826)
- Astyris multilineata (Dall, 1889)
- Astyris perlucida Dall, 1927
- Astyris profundi (Dall, 1889)
- Astyris projecta Dall, 1927
- Astyris pura A. E. Verrill, 1882
- Astyris raveneli (Dall, 1889)
- Astyris rolani Espinosa, Fernández-Garcés & Ortea, 2004
- Astyris rosacea (Gould, 1840)
- Astyris sagenata Dall, 1927
- Astyris salmonea (Barnard, 1963)
- Astyris stemma Dall, 1927
- Astyris suavis (Smith, 1906)
- Astyris verrilli (Dall, 1881)
- Astyris vidua Dall, 1924